# Mālpils
El municipi de Mālpils (en letó: Mālpils novads) és un dels 110 municipis de Letònia, que es troba localitzat al centre del país bàltic, i que té com a capital la localitat de Mālpils. El municipi va ser creat l'any 2009 després de la reorganització territorial.

## Localitats del municipi
- Mālpils
- Sidgunda
- Upmalas
- Vite
- Bukas

## Població i territori
La seva població està composta per un total de 4.103 persones (2009). La superfície del municipi té uns 220,9 kilòmetres quadrats, i la densitat poblacional és de 18,57 habitants per kilòmetre quadrat.